# Osanna di Cattaro
Caterina Kosić, detta Osanna di Cattaro (Relezi, 25 novembre 1493 – Cattaro, 27 aprile 1565), è stata una religiosa montenegrina appartenente all'Ordine della Penitenza di San Domenico, riconosciuta beata da papa Pio XI il 27 aprile 1927.

## Biografia
Nacque nel 1493 da famiglia ortodossa serba a Relezi, all'epoca parte del principato di Zeta. Fu battezzata con il nome di Caterina. Come accadeva in molte famiglie, ancora giovinetta svolse la mansione di pastorella. La contemplazione dei panorami del suo Montenegro, la spingevano a interrogarsi su colui che ne era il creatore e a lui chiese interioremente di manifestarlesi. I racconti della sua vita riportano che Gesù le apparve dapprima come piccolo Bambino, poi come Crocifisso, lasciandole un'impressione spirituale indelebile.
Successivamente venne posta a servizio presso la famiglia di un senatore a Cattaro. La famiglia era cattolica e la padrona di casa la prese sotto le sue cure. Caterina si istruì nella fede e ricevette i sacramenti nella Chiesa cattolica. A venti anni, dopo l'incontro con l'ordine domenicano, decise di condurre vita reclusa come donna consacrata del Terz’Ordine di San Domenico. Nel momento di assumere l’abito di terziaria prese il nome di Osanna, in omaggio all'illustre terziaria Osanna di Mantova e si ritirò in una celletta conducendo vita di strettissima penitenza, dapprima presso la chiesa di San Bartolomeo, poi presso la chiesa di San Paolo, retta dai Domenicani. Molte giovani e donne che andavano a visitarla per averne consiglio spirituale si radunarono attorno a lei e intrapresero vita religiosa. Varie volte i cittadini di Cattaro attribuirono alla sua intercessione la liberazione della città dall'assedio dei Turchi e la cessazione della peste. Le fu confessore il frate domenicano Vincenzo Bucchia.
Morì il 27 aprile 1565. Al suo funerale assistette il vescovo di Cattaro Luca Bisanti e un concittadino contemporaneo ne scrisse la vita. Nel XVII secolo ne scrisse anche il frate domenicano Vincenzo Dudan. Il suo corpo riposa nella chiesa locale di Santa Maria.

## Beatificazione
Papa Pio XI il 21 dicembre 1927 ne ha riconosciuto il culto, invocandone l’intercessione per l’unità dei cristiani.